# Bédiala
Bédiala est une localité de l'ouest de la Côte d'Ivoire, appartenant au département de Daloa, dans la Région du Haut-Sassandra. La localité de Bédiala est un chef-lieu de commune. À Bédiala, il y a l'une des plus douces et des plus potables des sources naturelles de la région, provenant d'une petite colline (Gloûli-glë) qui veut dire en langue locale (la montagne des guerres). Cette source naturelle est l'une des seules au monde à plus de 500 kilomètres de l’océan où on peut trouver des écrevisses de petite taille.